# Charles d'Helfer
Charles d'Helfer (1598 – Soissons, 1661) è stato un compositore francese.

## Biografia
Della sua vita si sa pochissimo: fu canonico e maestro del coro della cattedrale di Soissons. Compose musica sacra, la sua composizione più nota è la Messa di Requiem che fu eseguita dopo la morte dell'autore per i funerali di Michel-Richard Delalande e  per i funerali di Luigi XV di Francia, il che prova che Charles d'Helfer era considerato una sorta di classico nel XVIII secolo.

## Composizioni
- Missa quatuor vocum ad imitationem moduli Benedicam Dominum, Parigi 1653
- Missa pro defunctis quatuor vocum, Parigi 1656
- Missa quatuor vocum ad moduli Lorsque d'un désir curieux, Parigi 1658
- Missa sex vocum ad imitationem moduli In aeternum cantabo, Parigi 1658
- Vespres et Hymnes de l'année avec plusieurs motets du St. Sacrement, de la Vierge des SS. et patrons de lieux etc à 4 parties, Parigi 1660
- Missa quatuor vocum ad imitationem moduli Deliciae Regum, Parigi 1664
- Missa sex vocum ad imitationem moduli Quid videbis in Sunamitae, Parigi 1674
- Missa quatuor vocibus ad imitationem moduli Laetatus sum, Parigi 1678